# 삼성 갤럭시 J5 (2016)
삼성 갤럭시 J5 (2016)는 갤럭시 J 시리즈의 2016년 타겟 스마트폰이자 갤럭시 J5의 정식 후속작이다. 이를 구분하기 위해, 정식 발매명에 '2016년 에디션'이 추가된다. 줄여서 '⑥'으로 표현되기도 한다.

## 개요
전반적인 디자인은 갤럭시 노트4와 유사한 형태를 가지고 있으며 전작인 갤럭시 J5과도 패밀리룩을 이루고 있다. 특히, 측면 테두리를 전작인 갤럭시 J5이 사용했던 플라스틱 소재에서 메탈 소재로 변경해서 촉감이 훨씬 나아졌다고 한다. 출시 색상은 화이트, 골드, 핑크로 총 4종이다.

## 사양
사양은 우선 AP로 퀄컴 스냅드래곤 410 MSM8916을 사용한다. ARM Cortex-A53 쿼드코어 CPU와 퀄컴 Adreno306 GPU를 사용하며 이는 전작인 갤럭시 J5와 동일한 AP이다.

## 메모리
RAM은 LPDDR3 SDRAM 방식이며 2 GB다. 내장 메모리는 16 GB 단일 모델로 micro SD 카드로 용량 확장이 가능하다.

## 디스 플레이
디스플레이는 5.2인치 HD 720p 해상도를 지원하며 패널 형식은 Super AMOLED이다. 픽셀 배열은 RG-BG 펜타일 서브픽셀 방식으로, 2012년에 출시된 갤럭시 S III와 동일한 서브픽셀 배열 구조를 가지고 있다.

## 지원
지원 LTE 레벨은 Cat.4로 다운로드 최대 150 Mbps, 업로드 최대 50 Mbps를 보장하며 20 MHz 대역폭의 광대역이 구축된 LTE에서 정상적으로 사용이 가능하다.

## 배터리
배터리 용량은 착탈식 3,100 mAh이다. 특히, 금속 프레임을 사용하면서 내장형 배터리 구조가 아니라 착탈식 배터리 구조를 사용한 것은 2014년 갤럭시 알파와 갤럭시 노트4 & 갤럭시 노트 엣지 이후로는 처음이다.

## 카메라
후면 카메라는 1,300만 화소 카메라를 탑재했다. 전면 카메라는 500만 화소 카메라를 탑재했다. 특히, 전작과 마찬가지로 셀피 촬영 강화를 위해 전면에도 LED 플래시를 탑재했다.

## 운영 체제 / 스프트웨어
안드로이드 6.0 마시멜로를 기본으로 탑재했다. 공개 당시 펌웨어 버전은 6.0.1이다.
2018년 2월 28일 안드로이드 7.1.1로 업그레이드 되었다. Samsung Experience 8.5가 적용되었다.

## 같이 보기
- 삼성 갤럭시 J
- 삼성 갤럭시
- 삼성그룹
- 안드로이드 (운영체제)